# Miroslavljevo evanđelje
Miroslavljevo evanđelje iluminirani je rukopis napisan za humskoga kneza Miroslava, potkraj 12. stoljeća (prije 1195.). Sadrži 181 pergamentni list, pisan je ustavnom ćirilicom na staroslavenskom jeziku i pravopisom zetsko-humske redakcije, s nasljednicima poglavito u tekstovima hrvatske ćirilske pismenosti, napose krstjana i bosanskih franjevaca. Raskošno je oslikan inicijalima (296), minijaturama i dr. Od autora spominje se dijak Grigorije. Za osmanskog nadiranja, sklonjen je u srpski manastir Hilandar. Od 1896. je u Srbiji, danas se čuva u Narodnom muzeju u Beogradu. 
U svijetu je poznat kao reprezentativni tekst najstarije srpske pismenosti. Crnogorci, iako ne spore da pripada srpskoj kulturi, također rukopis smatraju dijelom svoje, crnogorske književnosti. Knez Miroslav je naručio izradu rukopisa za potrebe njegove zadužbine, episkopske crkve Sv. Petra i Pavla u Bijelom Polju (suvremena Crna Gora). Pretpostavlja se da je pisan u pisarnicama Dubrovnika, Kotora i Bijelog Polja. 

## Pozadina

### Općenito
Evanđelistar kneza Miroslava ili "Miroslavljevo jevanđelje", kako ga naziva ruska i srpska znanstvena literatura, liturgička je knjiga, izbor blagdanskih i nedjeljnih čitanja iz evanđelja. Pisan je potkraj druge polovice 12. stoljeća tzv. "zapadnom" ćirilicom zetsko-humske redakcije i bogato ilustriran životopisnim romaničkim minijaturama. Jezik mu je starocrkvenoslavenski, hrvatske recenzije, s jasnim tragovima zapadne štokavštine i čakavštine. Otkrili su ga ruski istraživači u drugoj polovici 19. stoljeća u srpskom manastiru Hilandaru na Svetoj Gori, a danas se čuva u Narodnom muzeju u Beogradu. U 19. i u prvoj polovici 20. stoljeća, jezikoslovci su ga smatrali srpskim spomenikom. Takvo mišljenje, međutim, danas je znanstveno neodrživo. Brojni su razlozi, koji su u prošlosti utjecali na takvo shvaćanje, ali rezultati novijih znanstvenih istraživanja nedvojbeno su prisili na napuštanje takvoga shvaćanja kao potpuno neosnovanog, odnosno da se na temelju novijih višedisciplinarnih znanstvenih istraživanja odredi prava nacionalna pripadnost ovoga kodeksa.

### Pismo
Crkvene knjige starocrkvenoslavenskog jezika hrvatsko-srpske jezične redakcije pisane su glagoljicom i ćirilicom. Poznato je, da je na hrvatskom tlu oblikovana specifična hrvatska uglata glagoljica, a prema glasovnim zakonima hrvatskog jezika izgrađen je i poseban hrvatski glagoljski grafijski sustav. Taj neosporno hrvatski karakter glagoljice kao i duboka ukorijenjenost toga pisma u srednjovjekovnu hrvatsku kulturu pridonijeli su u drugoj polovici devetnaestoga stoljeća, dok još nisu bili dostatno proučeni najstariji ćirilski jezični spomenici hrvatsko-srpske jezične redakcije, pojednostavljenu shvaćanju prema kojemu bi se starocrkvenoslavenski spomenici hrvatsko-srpske redakcije trebali samo na osnovu pisma dijeliti na hrvatske i srpske, s time da se svi glagoljski smatraju hrvatskima, a svi ćirilski srpskima (Vatroslav Jagić). Tako je bez velikih dvoumljenja i Evanđelistar kneza Miroslava (kraće EkM), ubrojen medu srpske spomenike. Ovom općenitom starijem shvaćanju pridružila su se i dva posebna razloga zbog kojih su stariji lingvisti i paleografi ovaj kodeks smatrali srpskim spomenikom.

### Pronalazak
EkM je, naime, nađen u srpskom manastiru Hilandaru i prilikom jedne posjete srpskog kralja Aleksandra Obrenovića tom manastiru (1896.) hilandarski kaluđeri su ovaj kodeks poklonili kralju. Drugo, iz jednog zapisa na kraju toga kodeksa proizlazi da je bio posvećen zahumskom knezu Miroslavu, po kojem je ovaj kodeks u znanstvenoj literaturi i dobio svoje ime. Toga kneza Miroslava iz druge polovice 12. stoljeća, starija historiografija držala je bratom srpskog velikog župana Stefana Nemanje, kojem se, navodno, kao vrhovnom poglavaru, pokoravao i stariji mu brat Miroslav kao udjelni knez u Zahumlju. Evanđelistar je o trošku kralja Aleksandra, a u redakciji Lj. Stojanovića i uz stručnu pomoć V. Jagića, već sljedeće 1897. godine objavljen u Beču u litografskoj tehnici. Neke su izabrane stranice otisnute u naravnoj veličini, u boji. Jedan primjerak tog izdanja posjeduje i Sveučilišna biblioteka u Zagrebu.

### Pripadnost
Tri već navedena čimbenika: pismo, mjesto nalaza i destinatar, učinile su da je već pri prvom znanstvenom publiciranju taj kodeks i u samom podnaslovu, na unutrašnjoj naslovnoj stranici, predstavljen svjetskoj znanstvenoj javnosti kao "un ancien evangeliaire serbe" (jedan stari srpski evanđelistar). Cjelovito fotolitografsko izdanje pružilo je, međutim, mogućnost mnogim znanstvenicima raznih disciplina da se svestrano pozabave ispitivanjem toga spomenika. U međuvremenu su proučavani i drugi ćirilski spomenici ranoga srednjeg vijeka što je omogućilo njihovo međusobno uspoređivanje tako da se danas mogu sa sigurnošću izvoditi i neki uopćeni zaključci kako o ćirilskom pismu tako i o spomenicima njime pisanima.
Jedan od prvih rezultata tih znanstvenih istraživanja bio je taj, da je napušten kao znanstveno neutemeljen stari Jagićev kriterij o podjeli starocrkvenoslavenskih spomenika na hrvatske i srpske samo prema pismu. Danas je opće poznato i priznato da su se Hrvati u svojoj srednjovjekovnoj književnosti, kako starocrkvenoslavenskoj tako i narodnoj, služili s oba slavenska pisma. Hrvatskim spomenicima ćirilske pismenosti danas se može, po nekim istraživačima, pribrojiti i Evanđelistar kneza Miroslava.
Po drugim stajalištima taj tekst pripada više crnogorskoj pismenosti, koja autohtono baštini kulturne zasade dukljanske povijesti, dok ostali drže da je riječ o srpskoj pisanoj baštini. Prema tvrdnji Pravoslavlja, glasila Patrijaršije Srpske pravoslavne crkve "po jeziku i obrednoj praksi Miroslavljevo evanđelje je tipičan spomenik pravoslavne crkve, ali po ukrasu ono pripada znatno starijoj dukljanskoj, romanskoj umjetnosti". Zbog nacionalne i društvene osjetljivosti pitanja nije realno da će biti postignut konsenzus o afilijaciji teksta.

## Proučavanje djela

### Lingvističko-paleografska
Lingvističko-paleografska ispitivanja su utvrdila da je EkM po jeziku veoma blizak nešto starijem glagoljskom rukopisu "Grškovićeva apostola", a svi lingvisti se slažu da je napisan u "južnim krajevima"; mnogi smatraju upravo na tlu srednjovjekovnog Zahumlja (A. Belić, St. Kuljbakin, J. Vrana). Ako je tako, onda je to moglo biti u ondašnjem crkvenom i političkom središtu Zahumlja, u Stonu na Pelješcu. Zapadna, tzv. zetsko-humska redakcija pravopisa glavnog pisara EkM, koji je napisao čitav kodeks izuzev posljednje tri stranice, povezuje taj kodeks s ostalim suvremenim mu ćirilskim spomenicima (ispravama i natpisima) s istog područja i potpuno je u skladu s grafijom suvremenih hrvatskih glagoljskih spomenika. I morfologijom slova i tipom pisma razlikuju se svi oni od suvremenih im ćirilskih spomenika ostalih južnoslavenskih naroda. To i jest razlog što se neki autori, uključujući i autoricu ovih redaka, umjesto neodređenog, a dosta rabljenog termina "zapadna ćirilica" radije služe nacionalnom oznakom, pak analogno nacionalnim imenima ostalih ćirilskih pisama (ruska, bugarska, srpska, makedonska, rumunjska), za ćirilsko pismo hrvatskih ćirilskih spomenika upotrebljavaju termin "hrvatska ćirilica".

### Liturgička istraživanja
Liturgička istraživanja, koja su najdublje bila zapostavljena ustvrdila su da EkM, iako pisan na tlu jedne katoličke biskupije, ipak ne sadrži liturgiju zapadnog, rimskog obreda. Ali nije to ni liturgička knjiga za vjernike istočne crkve, jer se liturgija tog evanđelistara nikako ne podudara s reformiranom carigradskom liturgijom. U EkM sadržana je vrlo arhaična liturgija istočnog obreda za vjernike Zapadne crkve, koju bi najispravnije bilo nazvati ćirilometodskom. Ona vuče svoje podrijetlo čak od najstarijih prijevoda, koje su sveta braća učinila s grčkih originala tada još jedinstvene kršćanske crkve. Područje stonske biskupije, koja je od svojeg postanja bila pod jurisdikcijom Zapadne crkve, ipak je po svojem geografskom položaju bila i pod stanovitim kulturnim utjecajem Istoka, pak se ovdje tradicijom mogla održati i ta arhaična istočna liturgija, kao što su se ovdje bili uvriježili, i dugo se održali, i neki drugi običaji istočne crkve, o kojima se saznaje iz spisa crkvenih sinoda 10. – 11. stoljeća.

### Umjetnička oprema
Umjetnička oprema evanđelistara baš zbog toga što je apriori bio smatran srpskim spomenikom činila se povjesničarima umjetnosti pravom zagonetkom. Po svojim tipično romaničkim minijaturama, kojima nema analogije ni u jednom dosada poznatom pravoslavnom kodeksu, EkM se nikada nije mogao uklopiti u redovan slijed razvoja srpskog srednjovjekovnog crkvenog slikarstva, koje je izrazito bizantskog karaktera. S druge strane odavno je zapažena analogija ukrasa tog evanđelistara s umjetničkom opremom hrvatskih kako glagoljskih tako i latinskih kodeksa istoga doba, pa čak i istovjetnost nekih motiva u kodeksu s motivima starohrvatske pleterne ornamentike na nekim starohrvatskim crkvicama u Zahumlju. Zbog toga su ruski (Buslajev, Kondakoff) i srpski (Mirković) znanstvenici kodeks, zbog njegove umjetničke opreme, smatrali "čudom", dapače i "nemogućim" spomenikom u povijesti srpske crkvene umjetnosti. No sve ove zagonetke i "čuda" sami od sebe otpadnu čim se EkM počne promatrati jednostavno u okviru općeg razvoja umjetnosti onoga kraja u kojemu je i nastao. On se, sasvim prirodno uklapa u svijet pisanih i kamenih spomenika umjetnosti svog užeg zavičaja: Zahumlja i ostalih hrvatskih priobalnih krajeva.

## Povijesne osebujnosti

### Knez Miroslav
Preispitivanje političke povijesti srednjovjekovnog Zahumlja i ostalih područja nekadašnje Crvene Hrvatske, dali su rezultate na temelju kojih je nemoguće EkM i nadalje smatrati srpskim spomenikom; ni s obzirom na destinatora kneza Miroslava, ni s obzirom na političku i etničku pripadnost njegova zavičaja, odnosno mjesta postanja. Što se tiče destinatara, kneza Miroslava, novija historiografska istraživanja (B. Radojković) opovrgla zabludu starije historiografije prema kojoj bi Miroslav kao Nemanjin brat bio politički podređen srpskom velikom županu. Utvrđeno je, da Zahumlje sve do sredine 13. stoljeća nije politički potpalo pod srpsku nemanjićku državu u ekspanziji, dapače upravo za našeg kneza Miroslava zasvjedočeno je daje bio u vazalnom odnosu prema hrvatsko-ugarskom kralju. (Codex diplomaticus II. s. 176) Štoviše, dokazano je da Miroslav nije bio Nemanjin brat, odnosno rođeni brat (germanus) jer ga tako ne naziva nijedan od relativno brojnih suvremenih izvora u kojima se on spominje u vezi s Nemanjom. O njemu kao Nemanjinu bratu ništa ne znaju ni Nemanjini biografi, njegovi rođeni sinovi sv. Sava i Stefan Prvovjenčani. Ipak, Miroslav je bio Nemanjin bliski rođak, brat od ujaka ili tetke (frater), ali ne iz dinastije Nemanjića, nego iz neke domaće zahumske kneževske obitelji. Prema tome i onaj dosadašnji argument o Miroslavu kao srpskom princu i Zahumlju kao srpskoj oblasti otpada kao sasvim neutemeljen na izvorima.

### Mjesto nastanka
Jednako tako povijesna istraživanja o etničkoj pripadnosti Zahumlja u ranom srednjem vijeku potpuno pobijaju tvrdnju Konstantina Porfirogeneta o srpskom karakteru Zahumlja u 10. stoljeću. I Zahumlje i Duklja imale su, prema svim povijesnim izvorima, a i prema rezultatima lingvističkih i povijesno-umjetničkih istraživanja, nesumnjivo katolički karakter, a primorski dio nekadašnjega Zahumlja ima ga još i danas. Sasvim logički se nameće zaključak da ovaj, kao i svaki drugi spomenik kulture može pripadati kulturnoj baštini samo onog naroda koji je živio u vrijeme njegova nastanka na odnosnom području. Ako bi se moglo dokazati da EkM nije nastao u Zahumlju, koje je desetljećima bilo oblast u dukljanskoj državi, što je teza (Pavla Mijovića), ni to ništa ne bi mijenjalo na stvari s obzirom na tezu o njegovoj pripadnosti i srpskoj kulturnoj baštini, što Mijović nije niti sporio. Srpska Raška jest potkraj 12. stoljeća vojno i politički pokorila Duklju, ali Duklja, potonja Zeta, današnja Crna Gora nacionalno nikada nije bila ni srpska zemlja, ni hrvatska zemlja; tijekom mnogih stoljeća, ona nije bila ni pravoslavna zemlja. Ako se ne može tvrditi da je Duklja bila u ranom srednjem vijeku etnički ni srpska ni hrvatska zemlja, ne može se, u njoj, zanijekati izvjesna hrvatska komponenta niti srpska komponenta. Prema tome, ako je EkM zaista napisan u Zahumlju, koje je prethodno desetljećima bilo u sastavu Duklje, kao što to misli većina istaknutih znanstvenika, hrvatskih i srpskih i crnogorskih, uključujući i P. Mijovića, onda je njegova pripadnost i hrvatskoj kulturnoj baštini nesumnjiva. Ako se ipak dokaže da je pisan u Duklji, što je vjerojatno s obzirom na destinatara i činjenicu da je Zahumlje tada i bilo dijelom Duklje, tada uz Hrvate i Srbe mogu na nj polagati pravo i Crnogorci kao baštinici i nasljednici srednjovjekovne Duklje. Kako i kada je taj kodeks iz iz pravoslavne crkve Sv. Petra i Pavla u Bijelom Polju dospio u srpski manastir na Svetoj Gori, historiografija još nije uspjela odgonetnuti. Primorskim dijelom Zahumlja, Pelješcom i Stonom, zavladali su Nemanjići polovicom 13. stoljeća i tu vladali do 1333. godine, kada su ga ustupili Dubrovačkoj Republici. U okviru te smjene političke vlasti možda je najispravnije tražiti i vrijeme i uzrok prenošenja kodeksa u Hilandar. Uostalom, nije EkM jedini spomenik hrvatske kulturne baštine, koji je raznim putovima, tijekom teške hrvatske prošlosti, dospio iz svojeg matičnog područja u tuđe biblioteke i muzeje širom svijeta.

### Značajan spomenik
EkM po svojem pismu, tj. po "zapadnoj", odnosno hrvatskoj ćirilici; po hrvatskoj jezičnoj redakciji njegova starocrkvenoslavenskog teksta; po izrazito zapadnjačkom romaničkom stilu njegove umjetničke opreme, koja je potpuno u skladu s ostalim suvremenim hrvatskim pisanim i kamenim spomenicima; po svojoj arhaičnoj liturgiji koja se nikako ne podudara sa suvremenom mu reformiranom carigradskom liturgijom Istočne crkve, ukratko, ni po svojim nutarnjim oznakama ni po mjestu nastanka i destinataru, ne može se nikako smatrati ni srpskim ni pravoslavnim spomenikom. No, ta argumentacija se, a u izočnosti protuargumenata jer do rasprave o podrijetlu EkM-a nije ni došlo, tekar u zadnje vrijeme proširila izvan stručnih krugova, pa se EkM u široj javnosti percipira kao spomenik srpske pismenosti. Godine 2005., UNESCO je uvrstio Evanđelistar kneza Miroslava u svoju biblioteku Pamćenje svijeta (Memory of the World), čime je postao dijelom najvrjednijih dobara koje je stvorila ljudska civilizacija.

## Unutarnje poveznice
- Crvena Hrvatska
- Zahumlje
- Duklja
- Hrvatska ćirilica
- Ljetopis popa Dukljanina
- Starohrvatske crkve u srednjovjekovnom Zahumlju
- Kultura humsko-dukljanskog područja do kraja 12. stoljeća

## Vanjske poveznice
- Digitalna kopija Miroslavljeva evanđelja  Arhivirana inačica izvorne stranice od 28. veljače 2009. (Wayback Machine)